# باب چت
باب چت (انگلیسی: Bob Chatt؛ 1869 – ۱۹۵۵ (۸۴−۸۵ سال)) بازیکن فوتبال اهل پادشاهی متحد بریتانیای کبیر و ایرلند بود.
از باشگاه‌هایی که در آن بازی کرده‌است می‌توان به باشگاه فوتبال استون ویلا و باشگاه فوتبال ساوت شیلدز اشاره کرد.